# Louis Gaillard
Le Père Louis Gaillard (1850-1900) est un sinologue et missionnaire catholique jésuite ayant notamment étudié Nankin, le Shandong (Yantai), Guangdong (la Rivière des Perles) et plus généralement la Chine.

## Biographie

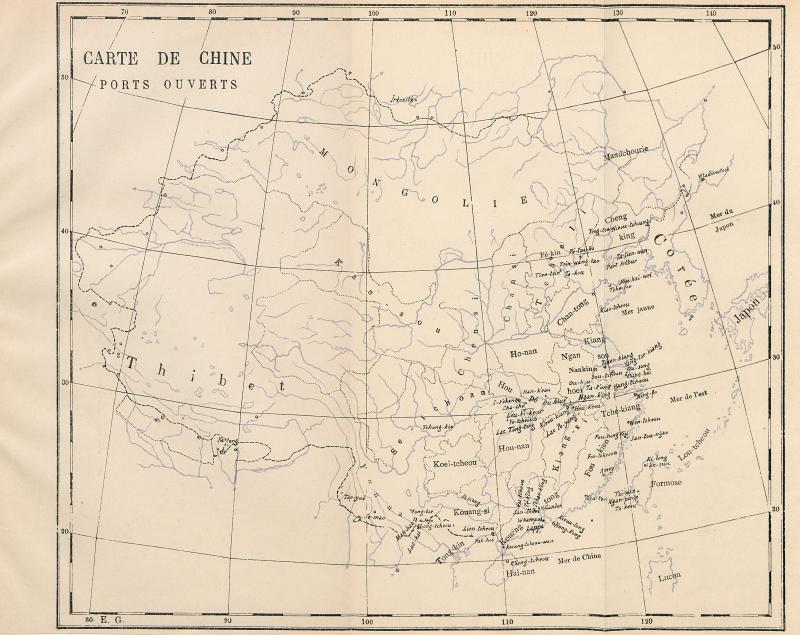
Carte des ports ouverts de Chine en 1898